# Alvin L
Alvin L, nome artístico de Arnaldo Jose Lima Santos (Salvador, 1 de abril de 1959), é um músico e compositor brasileiro.
Suas mais de 200 composições publicadas foram gravadas por artistas que vão de Milton Nascimento à Sandy & Junior.

## Carreira
Alvin nasceu em Salvador, mas foi registrado no Rio de Janeiro. Guitarrista e compositor, começou no final dos anos 70 com o grupo punk Vândalos. Mais tarde formou os Rapazes de Vida Fácil, mais influenciado pelo new wave, que chegou a lançar um compacto em 1982 pela PolyGram e teve sua música de maior sucesso “Adriana Na Piscina”. Também flertou com o experimentalismo com a banda Brasil Palace.
Em seguida foi o compositor principal dos Sex Beatles, formanda em 1990, que lançou dois discos, "Automobília" e "Mondo Passionale", nos anos de 1990. O grupo trazia, além dele, na guitarra, a vocalista Cris Braun, o guitarrista Ivan Mariz, o baixista Vicente Tardin e o baterista Marcelo Martins. Dado Villa-Lobos, na época ainda integrando a Legião Urbana, chegou a tocar com os Sex Beatles, mas, para não ferir cláusulas contratuais, não mostrava o rosto e chegou a usar um pseudônimo quando tocou com a banda em apenas um show, no Circo Voador.
Durante todo o tempo, Alvin destacou-se como compositor, sendo gravado por outros intérpretes, principalmente Marina Lima ("Eu Não Sei Dançar", "Stromboli", "Deve Ser Assim", "Na Minha Mão" e outros), Capital Inicial ("Natasha", "Mickey Mouse em Moscou", "Todos os Lados", "Eu Vou Estar", "Tudo que Vai" e outros), Leila Pinheiro (que registrou três músicas suas em "Na Ponta da Língua"), e ainda Belô Velloso ("Menos Carnaval"), Toni Platão ("Tudo que Vai") e Ana Carolina ("Perder Tempo com Você").
Seu primeiro disco solo, "Alvin", saiu em 1997 pela BMG e a produção de Liminha, com regravações e inéditas.
Em 2020, lança seu primeiro livro, o suspense “O Veneno dos Pequenos Detalhes”.
Em 2021, participa cantando na música "Kilimanjaro", do EP "Motim" de Marina Lima.

## Discografia
- 1997 - Alvin